# Чарльз Уидмор
Чарльз Уидмор (англ. Charles Widmore) — один из второстепенных героев американского телесериала «Остаться в живых» (производство ABC). Богатый бизнесмен, отец Пенелопы и Фарадея, в 1954 году жил на Острове и являлся членом Других. Долгое время соперничает с Бенджамином Лайнусом за право владения Островом. Попытка завладеть Островом, отправив к нему грузовой корабль Kahana, закончилась неудачей. Роль Уидмора исполнили несколько актёров: Алан Дэйл — Уидмор в старости, Том Конолли — в 17, Дэвид С. Ли — в 40.

## Биография

### На острове (1954 год)
Молодой Чарльз Уидмор находился среди Других на Острове в 1954 году. В это время ему было 17 лет. («The Life and Death of Jeremy Bentham») Он и ещё двое мужчин, Каннингем и Маттингли, носили украденную армейскую униформу с нашивками (на его нашивке было написано имя «Джонс»). После того, как выжившие, путешествующие во времени после перемещения Острова, спаслись от нападения Других на пляж, Уидмор и его группа захватили в плен Сойера и Джульет. Однако вмешался Локк, который успел вовремя, убил Маттингли и обезоружил Чарльза и Каннингема. («The Lie»)
Уидмор и Каннингем начали разговаривать между собой на латыни и тем самым выдали себя. Джульет поняла, что они одни из Других. Каннингем хотел рассказать ей про местоположение их лагеря, но Чарльз убил его и убежал в джунгли. Не зная, что Локк прекрасно умеет читать следы, он сам привёл их в лагерь Других. Когда тот пришёл туда, Уидмор наставил на него ружьё и требовал остановиться, но Локк не слушал его и требовал встречи с Ричардом Алпертом . Когда Ричард согласился его выслушать, Чарльз осмелился поспорить с ним и крикнул, что Локку нельзя доверять. Тогда Ричард осадил юнца, показав, кто в данный момент главный. («Бомба»)

### На острове (1977 год, прошлое)
Когда Сойер и Кейт несли раненного молодого Бена к Ричарду, они встретили Других в джунглях. Один из них, Эрик, сказал, что Уидмор будет недоволен этим. По-видимому, уже тогда Чарльз занимал высокое положение в иерархии Других. («Whatever Happened, Happened») После того как Ричард принёс Бена из Храма, Чарльз выступил против этого, сказав, что Ричард должен был оставить мальчика умирать. Он прекратил протесты только, когда Ричард ответил, что так хочет Джейкоб. После этого Чарльз зашёл в палатку, где лежал Бен, представился и сказал ему, что он должен будет вернуться в лагерь Дхармы, но навсегда останется «одним из нас». («Dead is Dead»)
После того, как Элоиза Хоукинг застрелила в лагере Других Дэниела Фарадея, Чарльз обнаружил прятавшихся в кустах неподалёку Кейт и Джека. Будучи на лошади, он наскочил на Джека и ударил его прикладом ружья по лицу. Чарльз привёл пленников в лагерь и спросил, почему люди из Дхармы объявляют им войну. Элоиза объяснила ему, что они не из Дхармы. Уидмор заметил тело Дэниела и сказал, что его лицо ему знакомо. Когда Элоиза сообщила Чарльзу, что покажет Кейт и Джеку путь к бомбе, он начал спорить с ней, упомянув в каком положении она сейчас находится, но, в конце концов, уступил её настойчивости. («Follow the Leader»)

### Последующие года
В неизвестный период времени, будучи лидером Других, он покинул Остров. Во время этой поездки у него была связь с неизвестной женщиной, в результате которой родилась Пенелопа.
Вновь вернувшись на остров в 1989 году, поручил Бену и Итану убить Даниэль Руссо, которая была в составе французской экспедиции, потерпевшей кораблекрушение недалеко от Острова. Когда Бен вернулся, неся на руках её ребёнка, Чарльз потребовал объяснений, зачем он его принёс. Бен возмутился, сказав, что Уидмор ничего ему не рассказал о малыше до задания. Тогда Чарльз потребовал убить младенца, так как то, что он просит, необходимо для защиты Острова. Однако Бен возразил, что если таково желание Джейкоба, то Уидмор сам может это сделать. После этого Чарльз слегка улыбнулся и, повернувшись спиной к Бену, направился к своей палатке. («Dead is Dead»)
Как лидер Других, Уидмор должен был играть непосредственную роль в Чистке Проекта Дхарма в декабре 1992 года. По словам Бена, именно «лидер решил убить всех сотрудников Дхарма». («Нет места лучше дома. Часть 1») Однако до сих пор неизвестно, кого он имел в виду.
Через некоторое время после этих событий, Бен изгнал Чарльза с Острова и сам стал лидером Других. Он пришёл попрощаться с соперником, когда Чарльза увозили на подводной лодке. По словам Бена, Уидмор был сослан, так как «нарушил правила». Он регулярно покидал Остров и завёл семью вне его (явный намёк на Пенелопу). Перед отъездом Уидмор презрительно сказал Бену, что тому самому придётся выбирать между Алекс и Островом. («Dead is Dead»)

### Вне острова
Вне Острова Чарльз Уидмор известен как удачливый бизнесмен и руководитель корпорации Уидмор. Практически ничего не известно когда и каким образом он приобрёл или основал свою деловую империю.
Хотя Чарльз, очевидно, не был вовлечён в воспитание собственного сына Дэниела, и никогда не говорил ему о своём отцовстве, он финансировал его исследования в университете Оксфорда. Когда его подруга Тереза Спенсер впала в кому после одного из опытов, Уидмор материально обеспечил уход за ней. («Jughead»)

### Отношения с Десмондом
Десмонд Хьюм посетил офис Чарльза Уидмора, когда просил руки его дочери Пенелопы. Тот посмотрел его резюме, отметил, что Десмонд работал художником по декорациям, а также неоконченный им университет. В этот момент, Десмонд обратил своё внимание на красивую модель яхты. Уидмор сообщил, что его компания является спонсором регаты яхт-одиночек. После этого он предложил Десмонду работу в своём административном аппарате, но тот отказался, сказав, что не ищет работу, а просит разрешения жениться на его дочери. Однако Чарльз Уидмор заявил, что Десмонд недостоин Пенелопы, так как никогда не станет «великим человеком» и привёл в качестве примера адмирала Андерсона МакКачна, под чьим именем выпускается дорогой сорт виски. Десмонд покинул офис обиженный и опечаленный. (Вспышки перед глазами)
В 1996 году Чарльз Уидмор был на аукционе Southfield, когда его имя выкрикнул стоящий перед входом в зал Десмонд. Он хотел узнать, как можно связаться с Пенелопой. Чарльз тогда сказал, что именно трусость Десмонда стала причиной их разрыва. Десмонд спросил, почему Уидмор так ненавидит его. Тот парировал, сказав, что не он является тем, кто ненавидит Десмонда и дал ему адрес Пенни. (Постоянная величина)
И всё-таки Уидмор крайне отрицательно относился к их отношениям. Когда Десмонд сидел в военной тюрьме, он перехватывал все письма, которые тот направлял его дочери. (Живём вместе, умираем в одиночестве)
Выйдя из тюрьмы, Десмонд столкнулся с Уидмором. Чарльз предложил ему денег для новой жизни вдалеке от Пенелопы. Десмонд отказался и решил выиграть регату, организованную Уидмором, чтобы вернуть свою честь. (Живём вместе, умираем в одиночестве)

### Поиски Острова
На видеозаписи, которую Бен показывал Локку, Чарльз Уидмор бьёт человека с повязкой на глазах. Согласно словам Бена, это был один из его людей, а Уидмор хотел узнать информацию о местоположении Острова, а затем сделать из него туристический рай. («Соперница»)
В неизвестный момент времени, Уидмор узнал, что самолёт рейса 815 потерпел авиакатастрофу на Острове. Возможно, ему попалось имя пассажира — Джон Локк, которого он запомнил по встрече в 1954 году. («Знакомьтесь, Кевин Джонсон»). Неизвестно также, в какой мере Уидмору была известна информация со станции слежения. ("Живём вместе, умираем поодиночке) Согласно доказательствам, представленным Томом, Уидмор купил фюзеляж Боинга 777 и эксгумировал 324 тела в Таиланде, чтобы создать муляж разбившегося самолёта с пассажирами во впадине Сунда. Том также сказал Майклу, что Уидмор сделал это потому, что хотел забрать Остров себе. («Знакомьтесь, Кевин Джонсон»)
Когда в телевизионных новостях передали об обнаружении обломков рейса 815, Чарльз посетил Дэниела Фарадея в его доме в Массачусетсе. Уидмор рассказал ему, что показанное по телевизору — фальшивка и именно он её автор. Чарльз предложил Дэниелу отправиться на Остров и продолжить свои исследования, кроме того, там он сможет излечиться от своей болезни. («Переменная»)
Уидмор послал корабль Kahana к Острову. Кстати, Капитан Гольт, командовавший судном, был уверен, что именно Бенджамин Лайнус был ответственен за подделку места крушения самолёта рейса 815. Уидмор отправил на корабле команду наёмников, под руководством Мартина Кими. Они должны были не только захватить Бена, но и по возможности убить людей, находящихся на Острове, включая выживших с рейса 815, если команда Кими обнаружит таковых. («Знакомьтесь, Кевин Джонсон»)

### Возвращение на остров
Чарльз вместе с командой подчинённых приплывает на подводной лодке на Остров. («Dr. Linus») Через некоторое время его убивает Бенджамин Лайнус. («What They Died For»)